# Eerste Oostenrijkse Restauratie
De Eerste Oostenrijkse Restauratie was de periode in de Belgische geschiedenis tussen het omverwerpen van de Verenigde Nederlandse Staten en de Franse bezetting. Het herstelde Habsburgse gezag daartussen duurde van december 1790 tot november 1792.

## Herovering

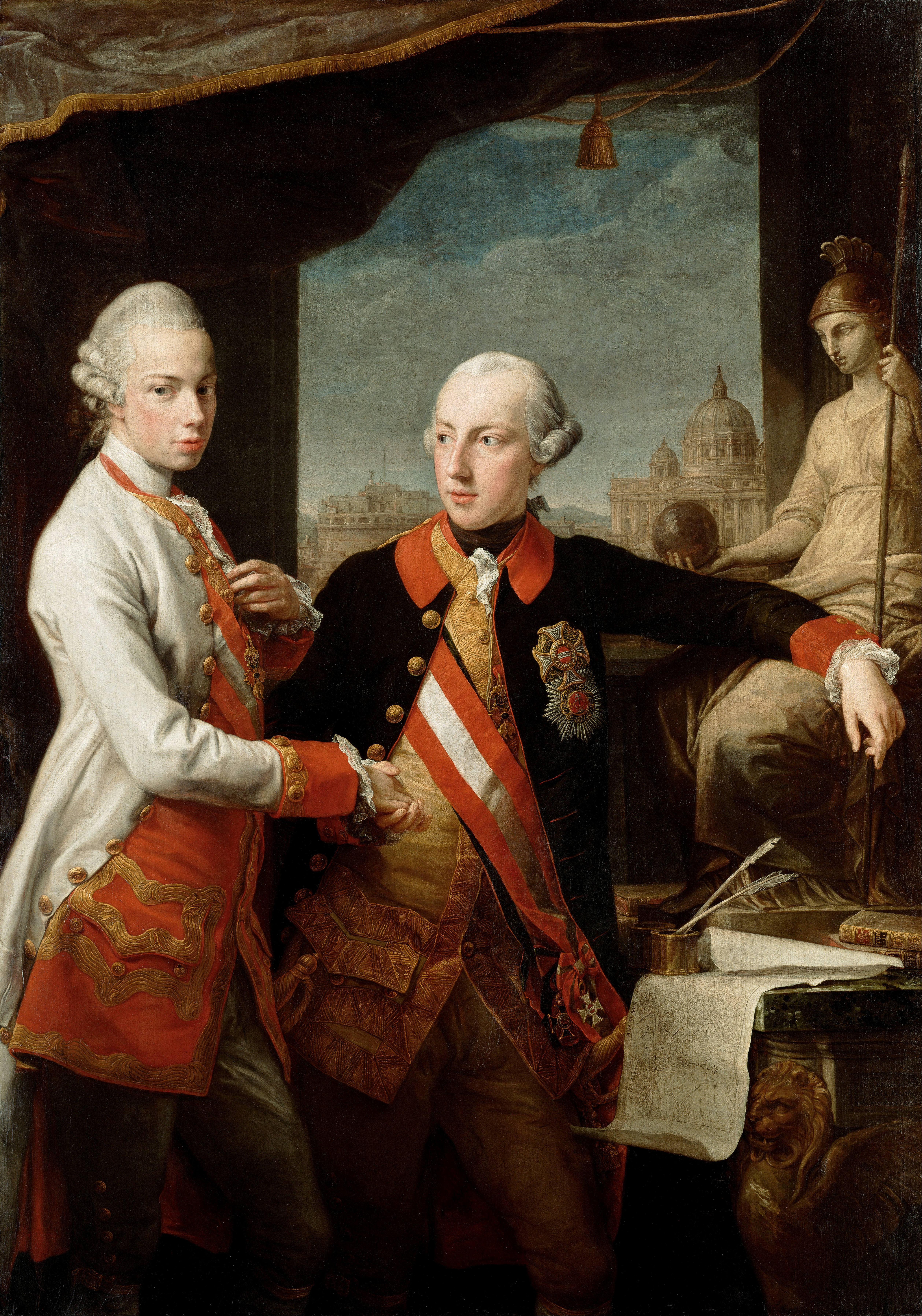
Leopold II toen hij nog geen keizer was, met zijn oudere broer keizer Jozef II (Pompeo Batoni, 1769)

Na vele decennia Oostenrijkse bewind had de Brabantse Revolutie in 1789 het keizerlijk leger en de gezagsdragers verjaagd naar Luxemburg. De opstandige gewesten hadden een conservatieve confederatie gevormd, die militair weinig voorstelde. De in februari 1790 aangetreden keizer Leopold II bekeek hoe hij de opstandige gebieden kon terugwinnen. Hij sloot op 27 juli 1790 vrede met Pruisen en aanvaardde op 10 september 1790 in de conventie van Den Haag dat alle jozefinische hervormingen op kerkelijk, bestuurlijk en gerechtelijk gebied zouden worden herroepen.
Nadat Leopold II zich aldus had verzekerd van de steun van de mogendheden, en het beëindigen van de oorlog tegen de Ottomanen ook troepen had vrijgemaakt, stuurde hij regimenten naar Luxemburg om de herovering in te zetten. Op 14 oktober had hij een ultimatum gesteld voor 21 november. Als de wapens tegen dan zouden neerliggen, beloofde hij amnestie. Op de ultieme dag riep het Congres de zoon van de keizer, aartshertog Karel, uit tot erfelijk groothertog. Ze beseften dat het patriottenleger van hooguit 15.000 man geen partij was voor de Oostenrijkse troepenmacht van 30.000 onder Blasius Columban von Bender. Bender, die met de achtergebleven keizerlijken reeds kleine overwinningen had behaald in Limburg, bij Herve en bij Falmagne, zette zich in beweging en nam op 24 november zonder weerstand Namen. Twee dagen later onderwierp de Statenvergadering van West-Vlaanderen zich. Op 30 november was Bender in Bergen. Brussel werd op 2 december bezet, Mechelen de 4e, Antwerpen de 6e en Gent de 7e. George Koehler had de laatste overblijfselen van het patriottisch leger naar Vlaanderen gebracht en demobiliseerde zijn manschappen in Aalst. Op 12 januari 1791 maakte Bender ook een einde aan de Luikse Republiek, hoewel het gebied niet tot de Oostenrijkse Nederlanden behoorde.
De opstandelingenleiders vluchtten naar het buitenland. Na een laatste zitting van het Congres op 27 november waren Hendrik van der Noot, Petrus van Eupen en de andere kopstukken van de statisten vertrokken naar Staats-Brabant. De radicale democraten vluchtten naar Frankrijk, waar ze in Parijs het Comité der Vereenigde Nederlanders en Luykenaers stichtten, beter gekend als Comité des Belges et Liégeois Unis, en in Rijsel een Légion belge organiseerden. De overige vonckisten maakten veelal gebruik van de amnestieregeling.

## Herstel van het gezag
Overeenkomstig zijn verbintenis tegenover de mogendheden herstelde keizer Leopold II op 10 december de oude instellingen. Hij ging zelfs verder en beloofde de loting nooit te zullen invoeren, de Staten en de rechtbanken te raadplegen omtrent belangrijke wetten, de gevolmachtigde minister en de militaire gouverneur onder het gezag van de landvoogden te plaatsen en constitutionele kwesties te laten beslechten door arbitrage.
De hoogste gezagsdragers in Brussel waren aanvankelijk gevolmachtigd minister Florimond de Mercy-Argenteau en militair gouverneur Bender. Voor benoemingen keken ze in de eerste plaats naar royalisten. Op 15 juni 1791 keerden de landvoogden Albert Casimir en Maria Christina uit Dresden terug naar Brussel. Ze brachten Franz Georg von Metternich-Winneburg mee als nieuw gevolmachtigd minister.

## Franse inval
De restauratie in de Oostenrijkse Nederlanden werd met een scheef oog bekeken in het revolutionaire Frankrijk. In het Frans-Vlaamse Rijsel stichtten oud-vonckisten en Luikse patriotten clubs onder bescherming van de Wetgevende Vergadering van Parijs, die verklaarden dat zij de Zuidelijke Nederlanden en het prinsbisdom Luik weldra zouden binnenvallen. Het was duidelijk dat de Oostenrijkers moesten beslissen in welke mate ze opofferingen wilden maken om aan de militaire druk uit Frankrijk te weerstaan. Op 1 maart 1792 stierf keizer Leopold II. Zijn opvolger Frans II werd op 20 april geconfronteerd met een Franse oorlogsverklaring, start van de Eerste Coalitieoorlog.
Landvoogd Albert koos voor het offensief en sloeg op 29 september het beleg voor Rijsel. Hij diende zijn stelling te verlaten toen generaal Dumouriez op 27 oktober binnenviel met het Armée du Nord. Het Zuid-Nederland-Oostenrijkse regeringsleger was in de minderheid en werd op 6 november verslagen in de Slag bij Jemappes. Vergeefs probeerde Maria Christina nog de steun van de statisten te winnen door een algeheel herstel van de Blijde Intrede te beloven. Eind november vluchtten de landvoogden naar Münster. Op 28 november stonden de revolutionaire legers in Luik. Voor het latere België brak een korte Franse bezetting aan, tot het keizerlijk gezag zich nog één keer herstelde in de Tweede Oostenrijkse Restauratie.